# Sallieu Bah
Sallieu Bah (10 settembre 2006) è un calciatore sierraleonese, centrocampista del Central Parade e della Nazionale sierraleonese.

## Caratteristiche tecniche
Nel 2023 è stato inserito nella lista dei migliori sessanta calciatori nati dopo il 2006 stilata da The Guardian.

## Carriera

### Club
Bah ha iniziato a giocare a calcio nel Central Parade, e nel 2023 è stato promosso in prima squadra.

### Nazionale
L'11 settembre 2023 ha debuttato con la Nazionale sierraleonese entrando in campo nel secondo tempo dell'incontro di qualificazione per la Coppa d'Africa 2023 contro la Guinea-Bissau.

## Statistiche

### Cronologia presenze e reti in nazionale
| Cronologia completa delle presenze e delle reti in nazionale ― Sierra Leone | Cronologia completa delle presenze e delle reti in nazionale ― Sierra Leone | Cronologia completa delle presenze e delle reti in nazionale ― Sierra Leone | Cronologia completa delle presenze e delle reti in nazionale ― Sierra Leone | Cronologia completa delle presenze e delle reti in nazionale ― Sierra Leone | Cronologia completa delle presenze e delle reti in nazionale ― Sierra Leone | Cronologia completa delle presenze e delle reti in nazionale ― Sierra Leone | Cronologia completa delle presenze e delle reti in nazionale ― Sierra Leone |
| Data                                                                        | Città                                                                       | In casa                                                                     | Risultato                                                                   | Ospiti                                                                      | Competizione                                                                | Reti                                                                        | Note                                                                        |
| --------------------------------------------------------------------------- | --------------------------------------------------------------------------- | --------------------------------------------------------------------------- | --------------------------------------------------------------------------- | --------------------------------------------------------------------------- | --------------------------------------------------------------------------- | --------------------------------------------------------------------------- | --------------------------------------------------------------------------- |
| 11-9-2023                                                                   | Bissau                                                                      | Guinea-Bissau                                                               | 2 – 1                                                                       | Sierra Leone                                                                | Qual. Coppa d'Africa 2023                                                   | -                                                                           | 65’                                                                         |
| 14-10-2023                                                                  | Khouribga                                                                   | Benin                                                                       | 1 – 1                                                                       | Sierra Leone                                                                | Amichevole                                                                  | -                                                                           | 78’                                                                         |
| 17-10-2023                                                                  | Khouribga                                                                   | Somalia                                                                     | 0 – 2                                                                       | Sierra Leone                                                                | Amichevole                                                                  | -                                                                           |                                                                             |
| 19-11-2023                                                                  | Monrovia                                                                    | Sierra Leone                                                                | 0 – 2                                                                       | Egitto                                                                      | Qual. Mondiali 2026                                                         | -                                                                           | 80’                                                                         |
| 6-1-2024                                                                    | San-Pédro                                                                   | Costa d'Avorio                                                              | 5 – 1                                                                       | Sierra Leone                                                                | Amichevole                                                                  | -                                                                           | 67’                                                                         |
| Totale                                                                      |                                                                             | Presenze                                                                    | 5                                                                           |                                                                             | Reti                                                                        | 0                                                                           |                                                                             |